# Astragalus sarae
Astragalus sarae är en ärtväxtart som beskrevs av Alexander Eig. Astragalus sarae ingår i släktet vedlar, och familjen ärtväxter. Inga underarter finns listade i Catalogue of Life.